# The Small T
The Small T là trò chơi thể loại Tangram do một người Việt là Nguyễn Trường Giang sáng tạo với phiên bản Tangram ít mảnh ghép nhất hiện nay: chỉ từ 3 mảnh gỗ hình đa giác có thể ghép lại thành nhiều hình khối quen thuộc, bên cạnh các phiên bản 4 mảnh và 5 mảnh gỗ ghép lại với độ khó tăng dần theo từng cấp độ của người chơi.

### The Small T 1

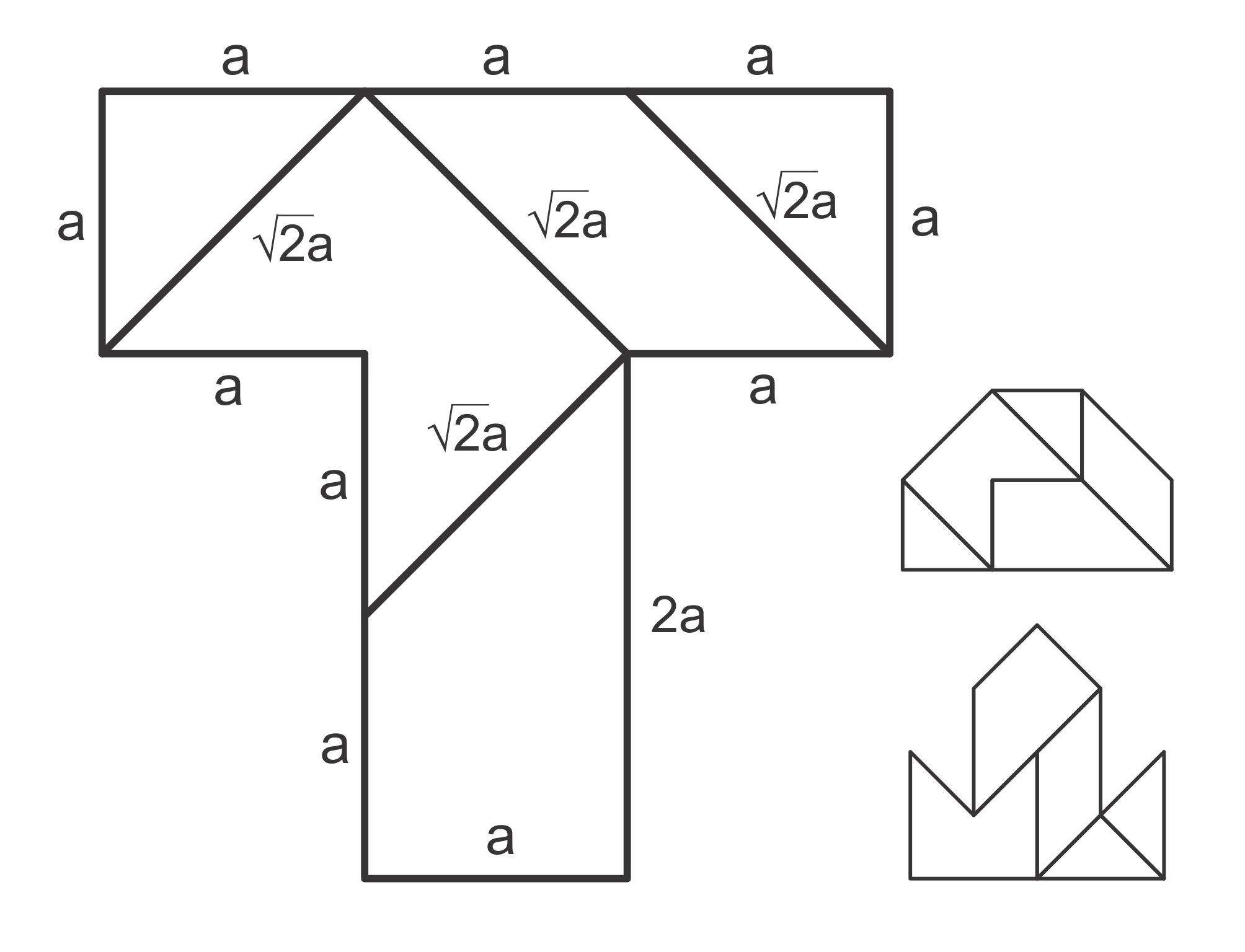
Hình mảnh ghép

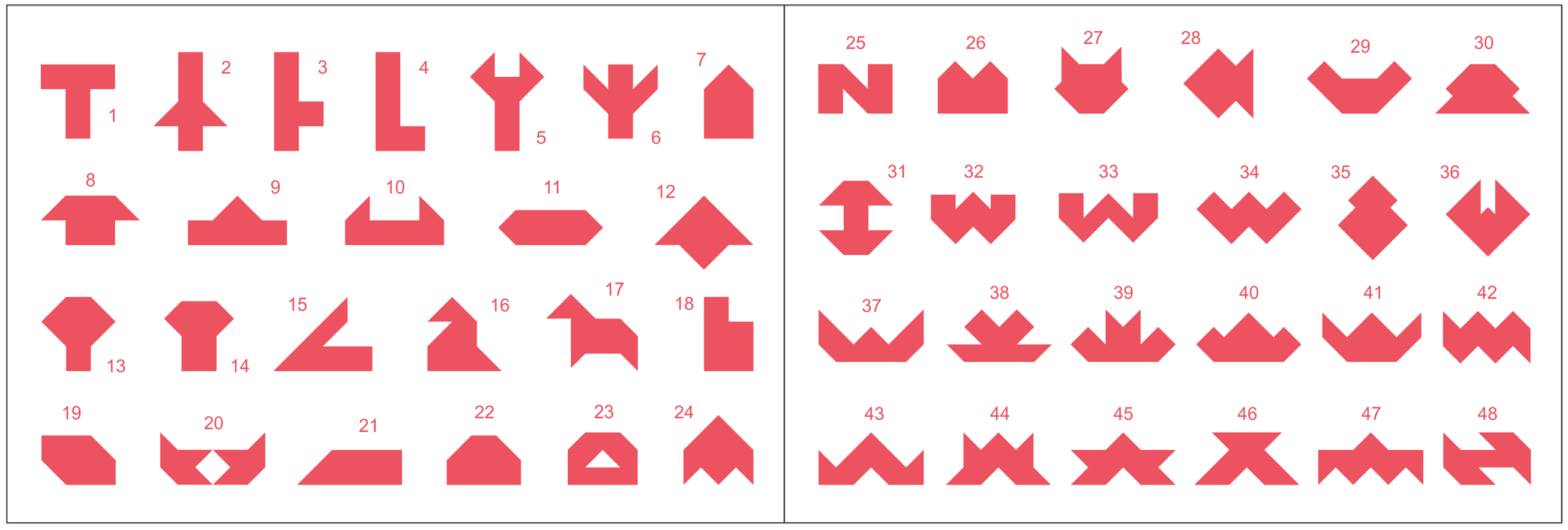
Số hình xếp được của The Small T 1

### The Small T 2

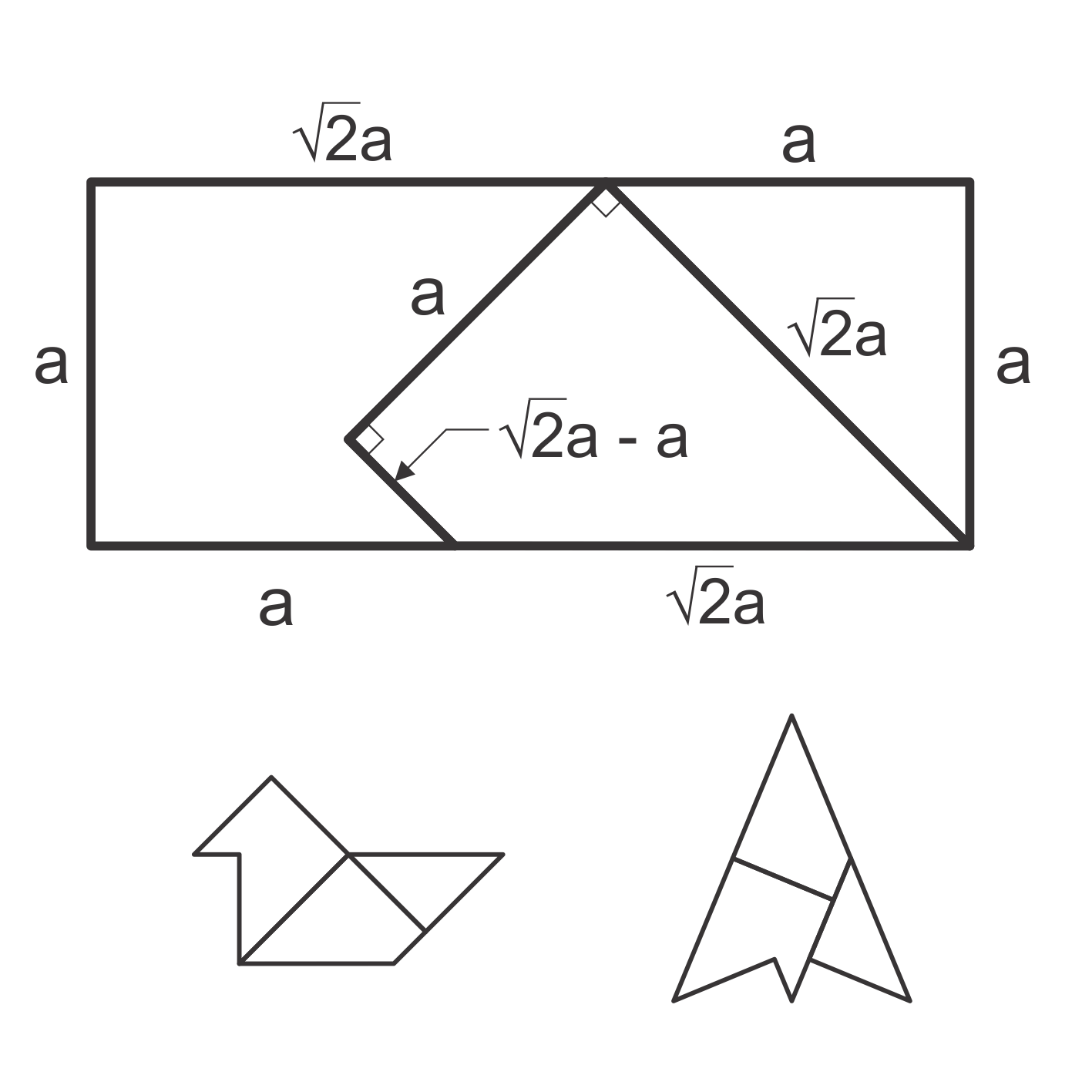
Hình mảnh ghép

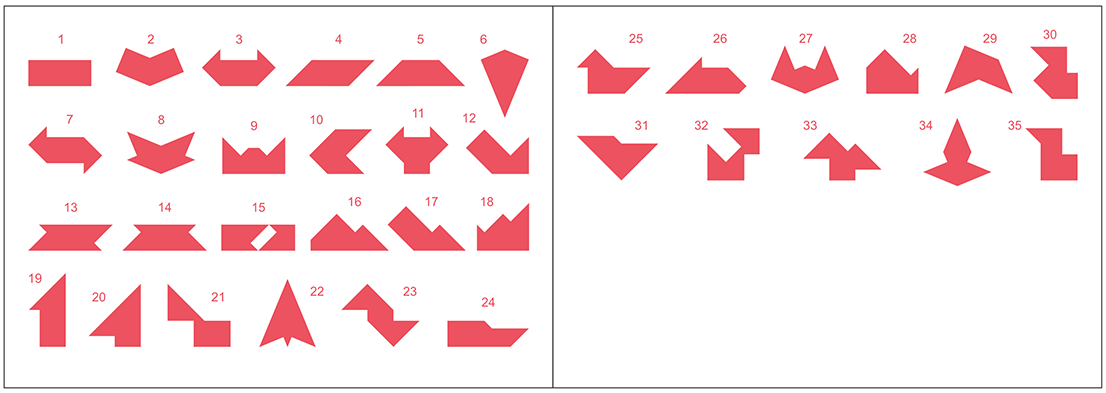
Số hình xếp được của The Small T 2

### The Small T 3

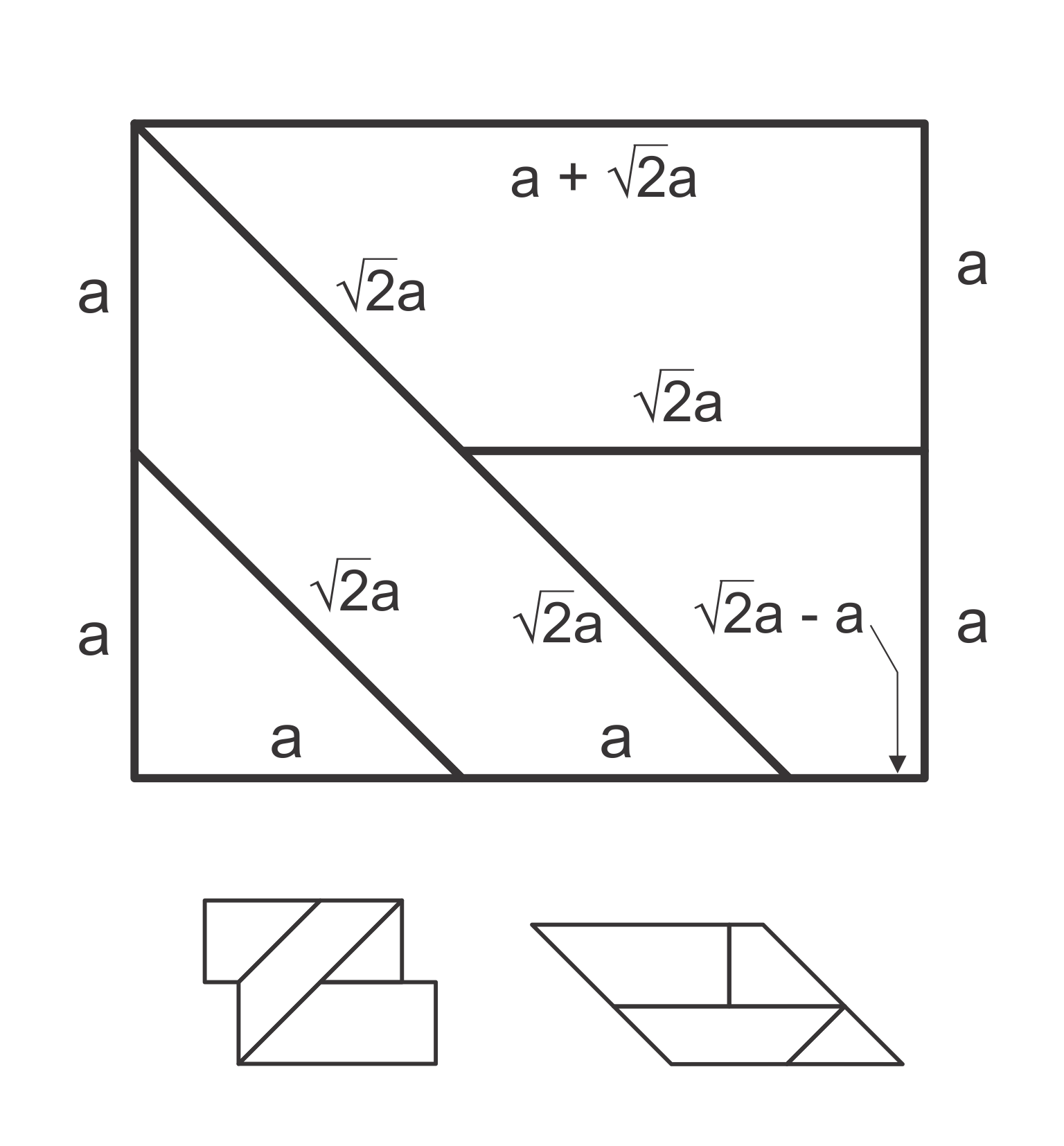
Hình mảnh ghép

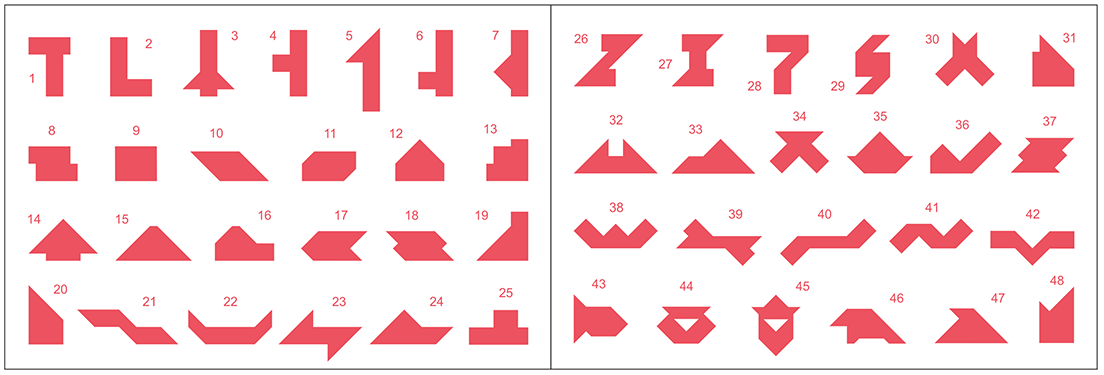
Số hình xếp được của The Small T 3

### The Small T 4

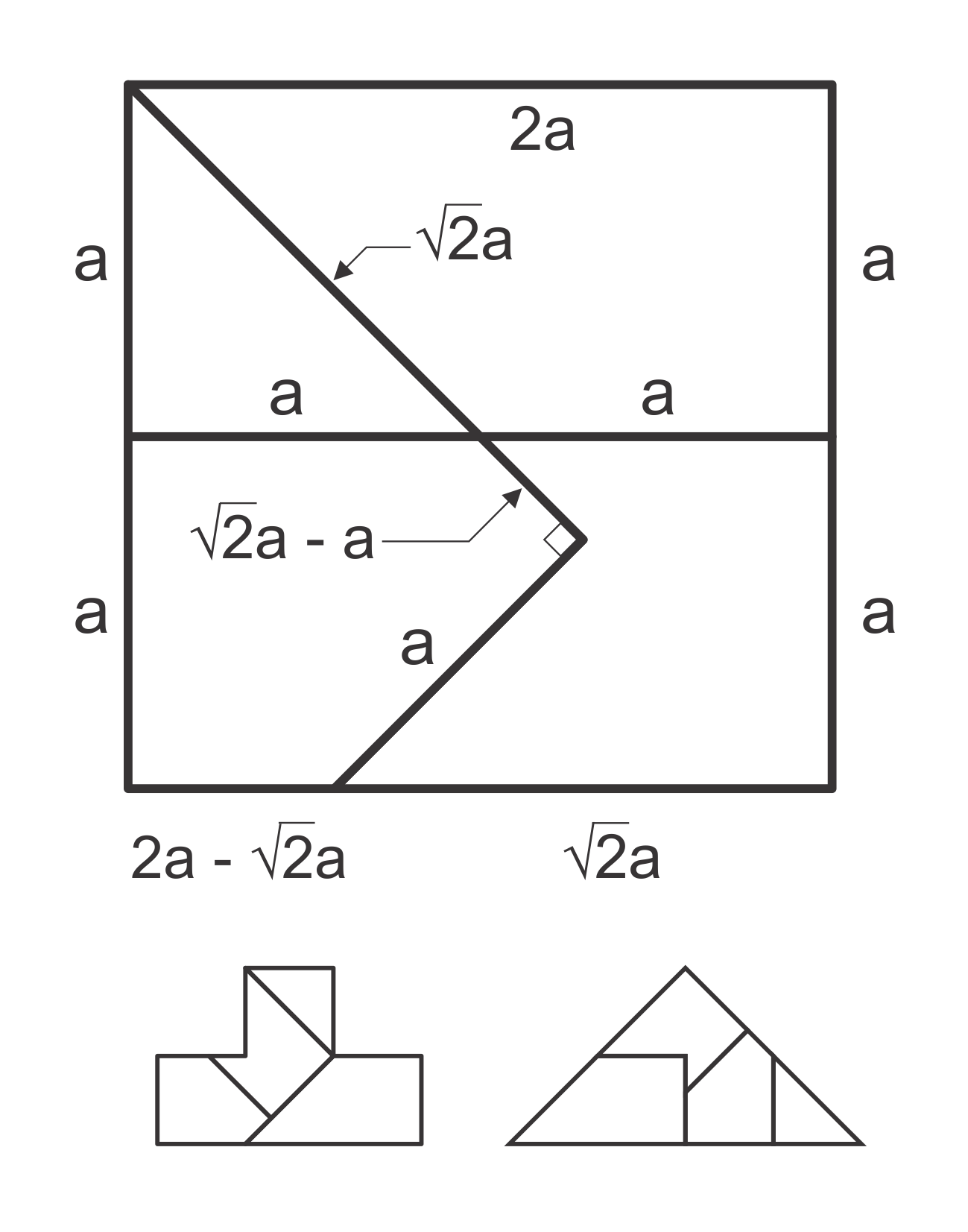
Hình mảnh ghép

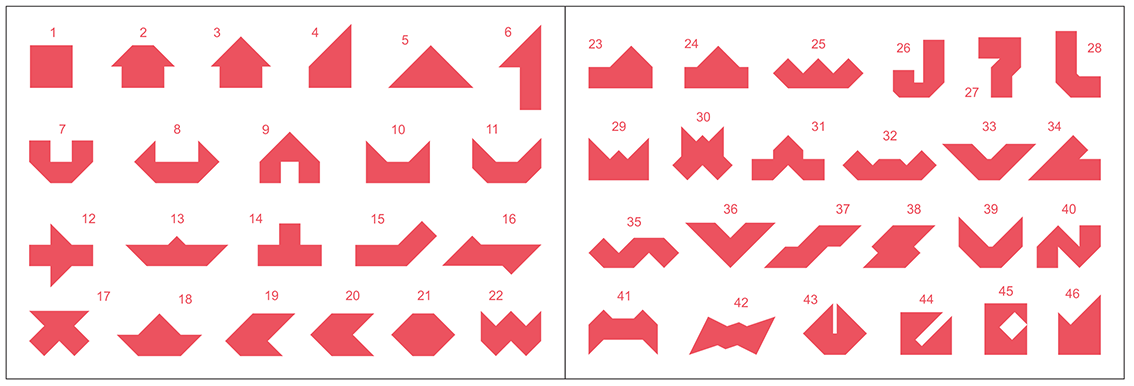
Số hình xếp được của The Small T 4

### The Small T 5

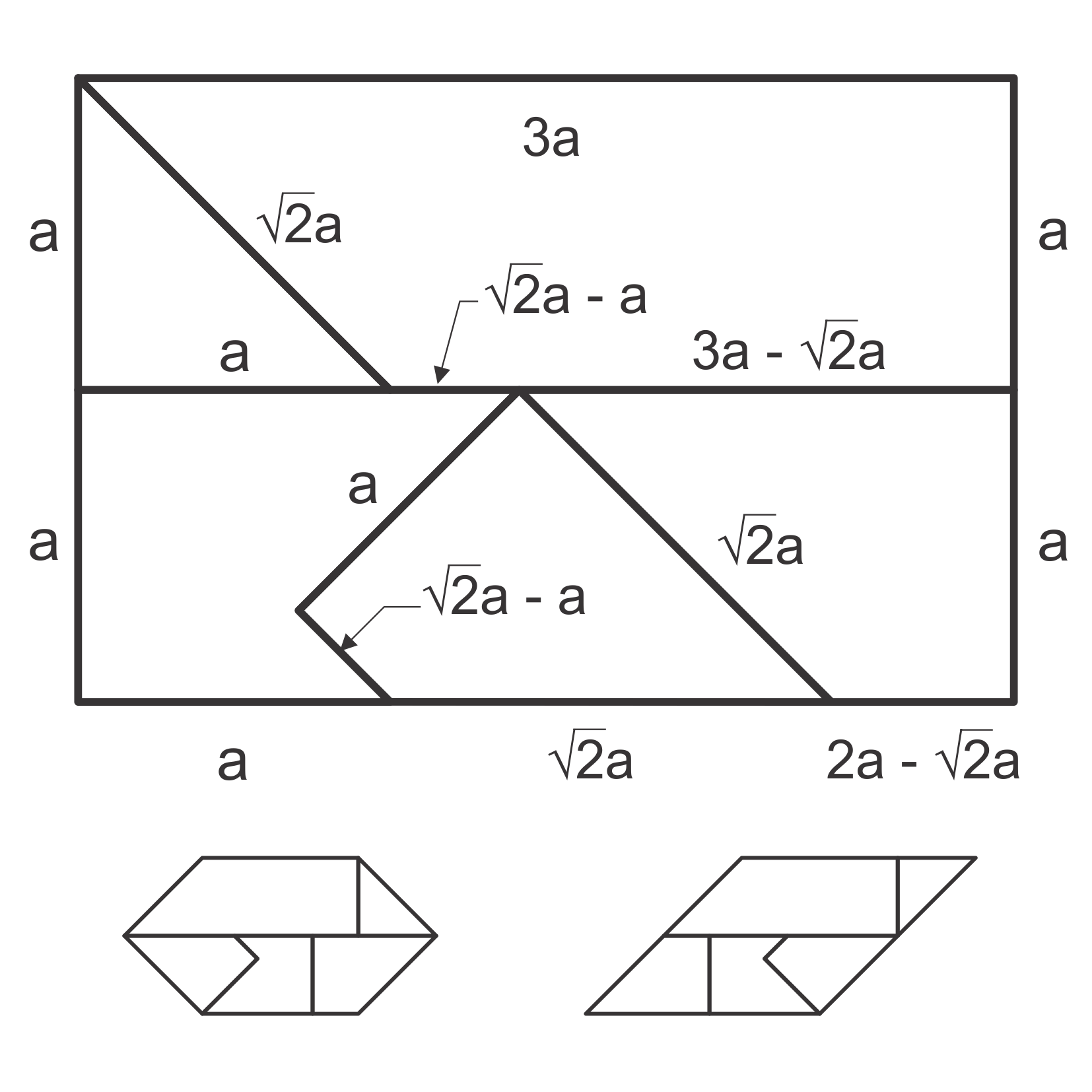
Hình mảnh ghép

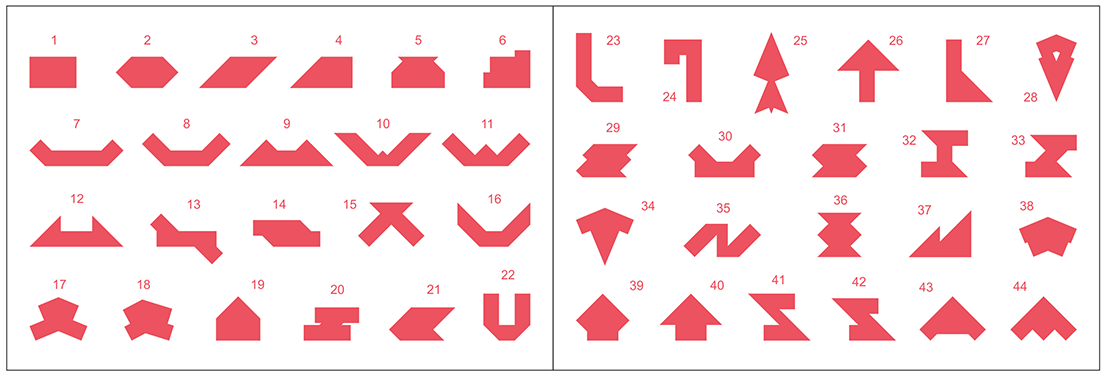
Số hình xếp được của The Small T 5

### The Small T 3D

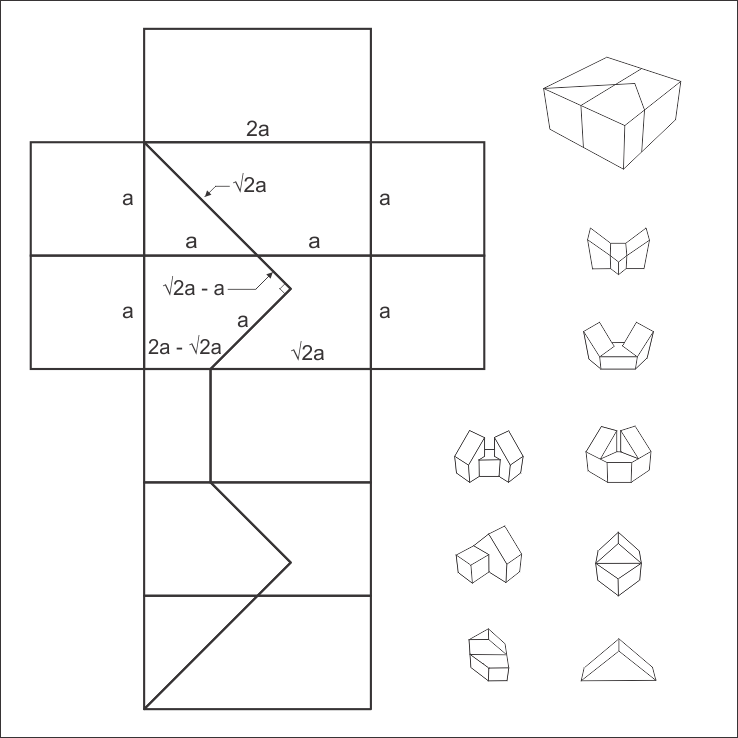

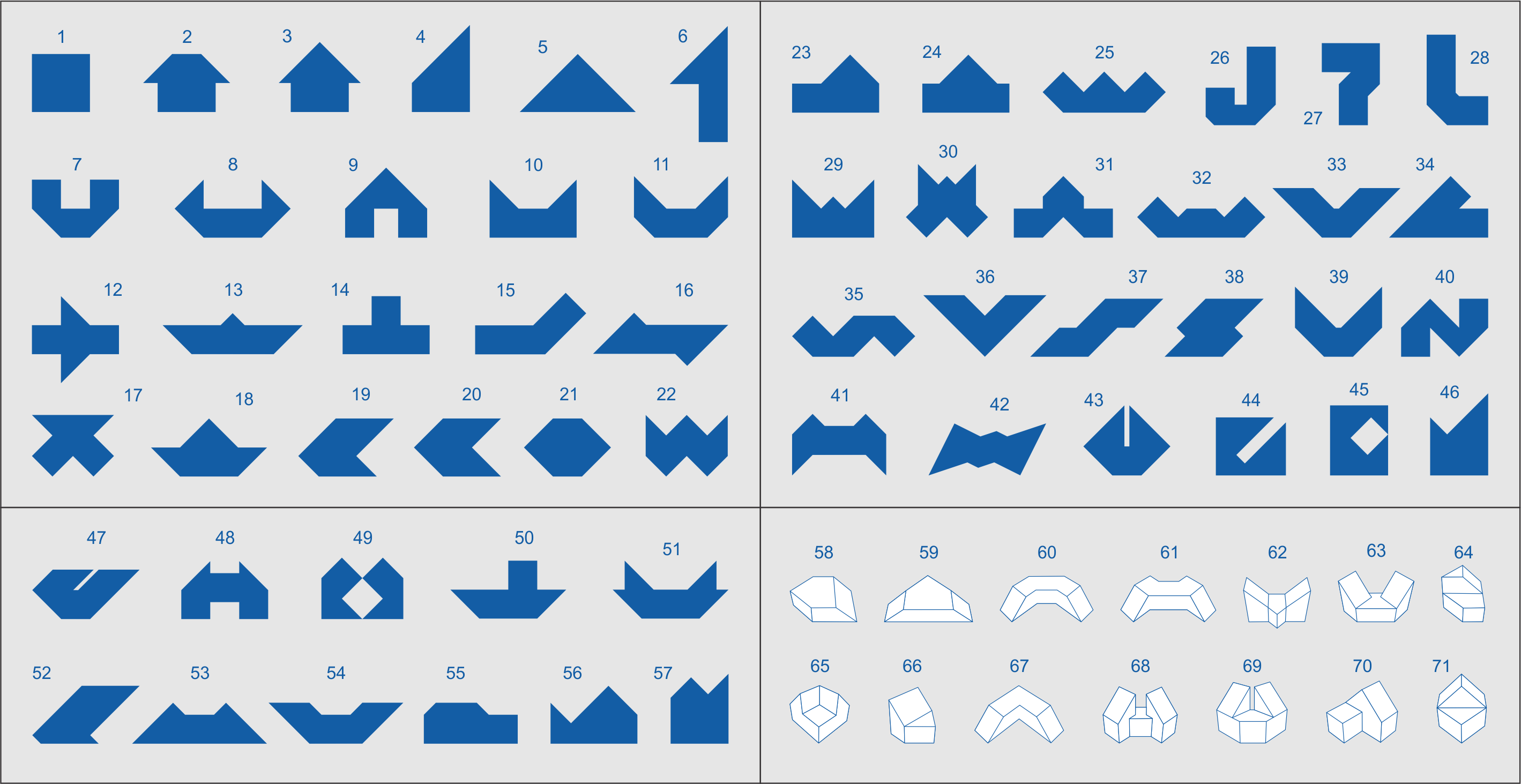

## Giải bài toán The Small T

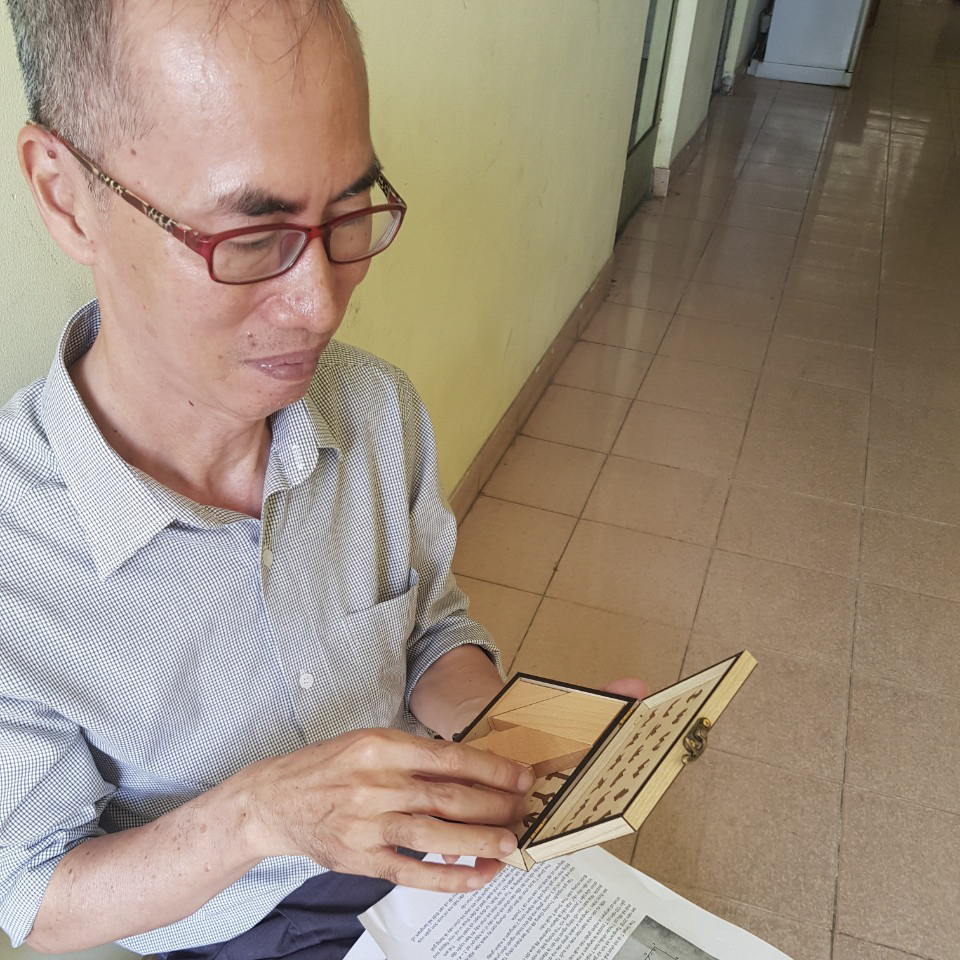
Giáo sư toán học Lê Bá Khánh Trình và The Small T 1